# 铝酸钠
铝酸钠，又称偏铝酸钠、四羟基合铝酸钠，是一种无机化合物，也是一种重要的化学商品。它是生产广泛用于工业和科技领域的氢氧化铝的高效原料。纯的铝酸钠（无水合）是白色的晶体，可以用多种不同的分子式来表示，如NaAlO2、Na2O·Al2O3、Na2Al2O4或Na[Al(OH)4]。
铝酸钠通过氢氧化铝在烧碱溶液中溶解获得。氢氧化铝（水铝矿）可以在含水 20－25％ 的烧碱溶液，接近沸点的温度下溶解。使用更高浓度的烧碱溶液可产生半固体的产品，其反应过程必须在蒸汽加热的镍或者钢容器中进行，同时氢氧化铝应该和 50％ 的烧碱一同沸腾，直至纸浆状物质产生，最终的混合物倒入槽中冷却，这样，含有浓度70％的 NaAlO2 固体物质便形成了。在碾碎之后，置于加热的旋转烤箱中内脱水，直接或间接用燃烧的氢加热，最终生成物包含90％的 NaAlO2 和 1％ 的水，以及 1％ 的自由烧碱。
铝酸钠有不同的用途：在水处理方面，它是用于水软化系统的附件，作为辅助凝结剂而改善絮凝作用，并分离硅石；在建筑工程中，铝酸钠被应用于加速混凝土的凝固，主要用于在寒冷气候下的凝固。它还被用作于造纸工业，用于难熔的砖状产品、氧化铝产品等等。